# وزارة الداخلية (الكويت)
وزارة الداخلية في دولة الكويت هي وزارة حكومية أمنية في دولة الكويت، وهي الوزارة المكلفة بحماية الأمن الداخلي، وزير الداخلية حالياً هو الشيخ فهد يوسف سعود الصباح منذ 12 مايو 2024.

## التاريخ
تأسست في بادئ الأمر كمنظمة أمنية تتناول أمور الشؤون الداخلية وإدارة قوى الأمن العامة في 1938 على يد الشيخ أحمد الجابر الصباح، أما قبل عام 1938 فقد كان الأمن الداخلي يعتمد على قوات أمن الدفاع التي كانت برئاسة علي السالم الصباح، حتى قُتل في معركة الرقعي عام 1928، ثم عُين عبد الله الجابر الصباح كقائد قوات الدفاع والأمن من 1928 حتى عام 1938 من قبل حاكم الدولة أحمد الجابر الصباح، قبل أن تتأسس وزارة الداخلية رسميًا بعد الاستقلال الكويتي في 17 يناير 1962.

## المناصب الهامة

### قادة قوات الدفاع والأمن العام (1921–1938)
| # | الاسم                  | الرتبة             | من الفترة | حتى  | ملاحظة                                                    |
| - | ---------------------- | ------------------ | --------- | ---- | --------------------------------------------------------- |
| 1 | علي السالم الصباح      | قائد الفرسان العام | 1921      | 1928 | قٌتل في معركة الرقعي. وسُميت قاعدة علي السالم الجوية باسمه. |
| 2 | عبد الله الجابر الصباح | قائد الفرسان العام | 1928      | 1938 | رائد في المراحل الأولى في الجيش الكويتي.                  |

### نواب مديري إدارة قوات الأمن العام والإدارة العامة للشرطة والجيش الكويتي (1938–1962)
| # | الاسم                        | الرتبة           | من الفترة | حتى  | ملاحظة                                                      |
| - | ---------------------------- | ---------------- | --------- | ---- | ----------------------------------------------------------- |
| 1 | عبد الله المبارك الصباح      | نائب قائد القوات | 1938      | 1942 |                                                             |
| 2 | سعد العبد الله السالم الصباح | نائب قائد القوات | 1959      | 1961 | نائب قائد إدارة قوات الأمن العام وإدارة الشرطة في عام 1959. |

#### نائب القائد العام للجيش الكويتي (1953–1954)
| # | الاسم                        | الرتبة | من الفترة | حتى  | ملاحظة                                                                                            |
| - | ---------------------------- | ------ | --------- | ---- | ------------------------------------------------------------------------------------------------- |
| 1 | مبارك عبد الله الجابر الصباح | نقيب   | 1953      | 1954 | نائب قائد الجيش الكويتي (1954 - 1963) رئيس هيئة الأركان العامة للقوات المسلحة في الكويت عام 1963. |

## وزراء الداخلية (1962 – حتى الآن)
| #  | الاسم                             | الصورة | بداية الفترة   | نهاية الفترة   |
| -- | --------------------------------- | ------ | -------------- | -------------- |
| 1  | الشيخ سعد العبدالله السالم الصباح |        | 17 يناير 1962  | 16 فبراير 1978 |
| 2  | الشيخ نواف الأحمد الصباح          |        | 19 مارس 1978   | 26 يناير 1988  |
| 3  | الشيخ سالم صباح السالم الصباح     |        | 26 يناير 1988  | 20 يونيو 1990  |
| 4  | الشيخ أحمد الحمود الجابر الصباح   |        | 20 أبريل 1991  | 13 أبريل 1994  |
| 5  | الشيخ علي صباح السالم الصباح      |        | 13 أبريل 1994  | 15 أكتوبر 1996 |
| 6  | الشيخ محمد الخالد الحمد الصباح    |        | 15 أكتوبر 1996 | 13 يوليو 2003  |
| 7  | الشيخ نواف الأحمد الصباح          |        | 13 يوليو 2003  | 9 فبراير 2006  |
| 8  | الشيخ جابر المبارك الحمد الصباح   |        | فبراير 2006    | 28 أكتوبر 2007 |
| 9  | الشيخ جابر خالد جابر الصباح       |        | 28 أكتوبر 2007 | 6 فبراير 2011  |
| 10 | الشيخ أحمد الحمود الجابر الصباح   |        | 6 فبراير 2011  | 4 أغسطس 2013   |
| 11 | محمد الخالد الحمد الصباح          |        | 4 أغسطس 2013   | 10 ديسمبر 2016 |
| 12 | الشيخ خالد الجراح الصباح          |        | 10 ديسمبر 2016 | 18 نوفمبر 2019 |
| 13 | أنس خالد الصالح                   |        | 17 ديسمبر 2019 | 14 ديسمبر 2020 |
| 14 | الشيخ ثامر علي صباح السالم الصباح |        | 14 ديسمبر 2020 | 28 ديسمبر 2021 |
| 15 | الشيخ أحمد منصور الأحمد الصباح    |        | 28 ديسمبر 2021 | 17 فبراير 2022 |
| 16 | الشيخ أحمد نواف الأحمد الصباح     |        | 9 مارس 2022    | 24 يوليو 2022  |
| 17 | الشيخ طلال خالد الأحمد الصباح     |        | 16 أكتوبر 2022 | 17 يناير 2024  |
| 18 | الشيخ فهد يوسف سعود الصباح        |        | 12 مايو 2024   | حتى الآن       |